# مايكل زيمرمان
مايكل زيمرمان (بالإنجليزية: Michael Zimmerman)‏ هو قاضي ومحامي أمريكي، ولد في 1943 في شيكاغو في الولايات المتحدة.

## وصلات خارجية
- الموقع الرسمي